# GOLDEN☆BEST 久松史奈 〜SINGLE COLLECTION〜
『GOLDEN☆BEST 久松史奈 〜SINGLE COLLECTION〜』（ゴールデン・ベスト ひさまつふみな シングル・コレクション）は、久松史奈の6thベスト・アルバム。2012年7月25日にソニー・ミュージックダイレクトから発売された。各レコード会社から発売されているゴールデン☆ベストシリーズの1枚。

## 内容
BMGビクター在籍時の久松史奈の全シングル13枚の収録曲を収録した2枚組ベスト・アルバム。DISC1は表題曲を、DISC2はカップリングと、「天使の休息」のアコースティック・バージョンを収録した。
全ての収録曲はBMG JAPAN（現：アリオラジャパン）からリリースされたものであるため、本作はソニー・ミュージックダイレクトからのリリース作品となっている。

## 収録曲

### DISC1
1. LADY BLUE （原曲：TOM★CAT）
作詞・作曲：TOM　編曲：村上啓介
2. FOR MY FRIENDS　（原曲：TOM★CAT）
作詞・作曲：TOM　編曲：村上啓介
3. OH MY GOD!
作詞・作曲：TOM　編曲：村上啓介
4. ALIVE
作詞：久松史奈　作曲：羽田一郎　編曲：村上啓介
5. 天使の休息
作詞：久松史奈・藤生ゆかり　作曲：藤生ゆかり　編曲：瀬尾一三
6. 微笑みながら
作詞：久松史奈　作曲：野田晴稔　編曲：瀬尾一三
7. MAYBE
作詞：久松史奈　作曲：野田晴稔　編曲：難波正司
8. さよならを教えて
作詞：久松史奈　作曲：立花瞳　編曲：瀬尾一三
9. BABY GIRL
作詞：久松史奈　作曲：野田晴稔　編曲：国吉良一
10. Wedding Kiss
作詞：久松史奈　作曲：羽田一郎　編曲：国吉良一
11. 大っキライだけど愛してる
作詞：久松史奈・小倉めぐみ　作曲：TSUKASA　編曲：瀬尾一三
12. YES MY FRIEND
作詞：久松史奈　作曲：羽田一郎　編曲：西川進
13. Chance
作詞：久松史奈　作曲：羽田一郎　編曲：西川進

### DISC2
1. LADY BLUE II -クリスマス・ソング-
作詞・作曲：TOM　編曲：鷺巣詩郎
2. ON THE STREET
作詞・作曲：TOM　編曲：村上啓介
3. そっとI THINK SO
作詞：久松史奈　作曲・編曲：村上啓介
4. ALL OF YOUR KIDS
作詞：久松史奈　作曲：立花瞳　編曲：村上啓介
5. PRECIOUS DREAMIN'
作詞：久松史奈　作曲：羽田一郎　編曲：村上啓介
6. GROWING UP
作詞：久松史奈　作曲：野田晴稔　編曲：難波正司
7. SAY
作詞：久松史奈　作曲：TSUKASA　編曲：瀬尾一三
8. ONE NIGHT STAND
作詞・作曲：久松史奈　編曲：難波正司
9. PRICE OF MY HEART
作詞・作曲：久松史奈　編曲：瀬尾一三
10. 光と影
作詞：大沢在昌・久松史奈　作曲：久松史奈　編曲：国吉良一
11. ロックンロールが聴こえなくて
作詞・作曲：久松史奈　編曲：瀬尾一三
12. TIME TOGETHER
作詞・作曲：久松史奈　編曲：瀬尾一三
13. destiny
作詞：TOM　作曲：首藤高広　編曲：西川進
14. 天使の休息 (Acoustic Version)

## レコーディング参加
- 北島健二 - ギター
- 今剛 - ギター
- 西川進 -　ギター
- 美久月千晴 - ベース
- 江口信夫 - ドラム
- 長谷部徹 - ドラム
- 山木秀夫 - ドラム
- 国吉良一 - キーボード
- 難波正司 - キーボード
- 古村敏比古 - サックス
- 佐久間学 - コーラス